# Pyrestes longicollis
Pyrestes longicollis är en skalbaggsart som beskrevs av Maurice Pic 1953. Pyrestes longicollis ingår i släktet Pyrestes och familjen långhorningar.
Artens utbredningsområde är Taiwan. Inga underarter finns listade i Catalogue of Life.